# Johannes de Ketham

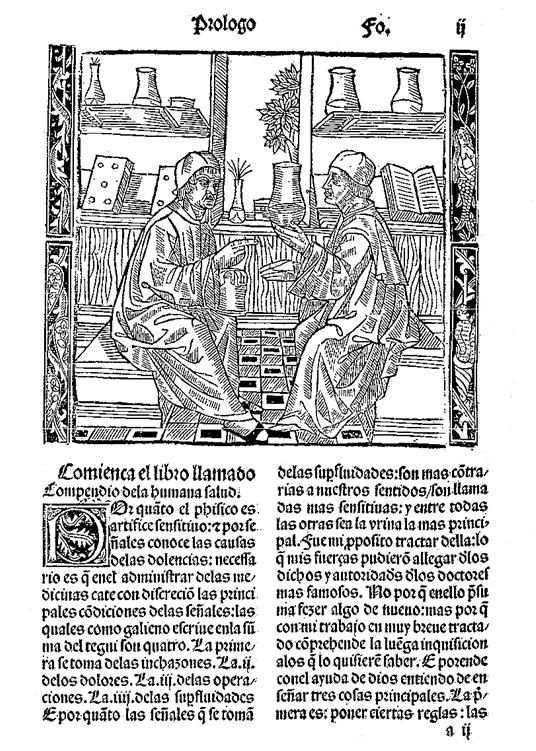
Frontispicio del libro: "Compendio de la humana salud". Pamplona: Arnao Guillén de Brocar; 10/10/1495.

Johannes de Ketham fue un médico alemán. 

## Biografía
Fue profesor de la universidad de Viena entre 1455 y 1470; no se tienen más datos de su vida. Fue autor del Compendio de la Humana Salud o Fasciculus medicinae, que gozó de gran prestigio en su tiempo en toda Europa. Su obra, escrita en latín, fue publicada por primera vez en Venecia, en 1491. Dos años después, en 1493, apareció traducida al italiano e inmediatamente, en 1494, vertida al español. Estas traducciones y ediciones atestiguan la importancia del Compendio en el momento en que la medicina trata de abandonar el empirismo para convertirse en ciencia.

## Obra
- Johannes de Ketham: Compendio de la humana salud. Pamplona: Arnao Guillén de Brocar; 10/10/1495.

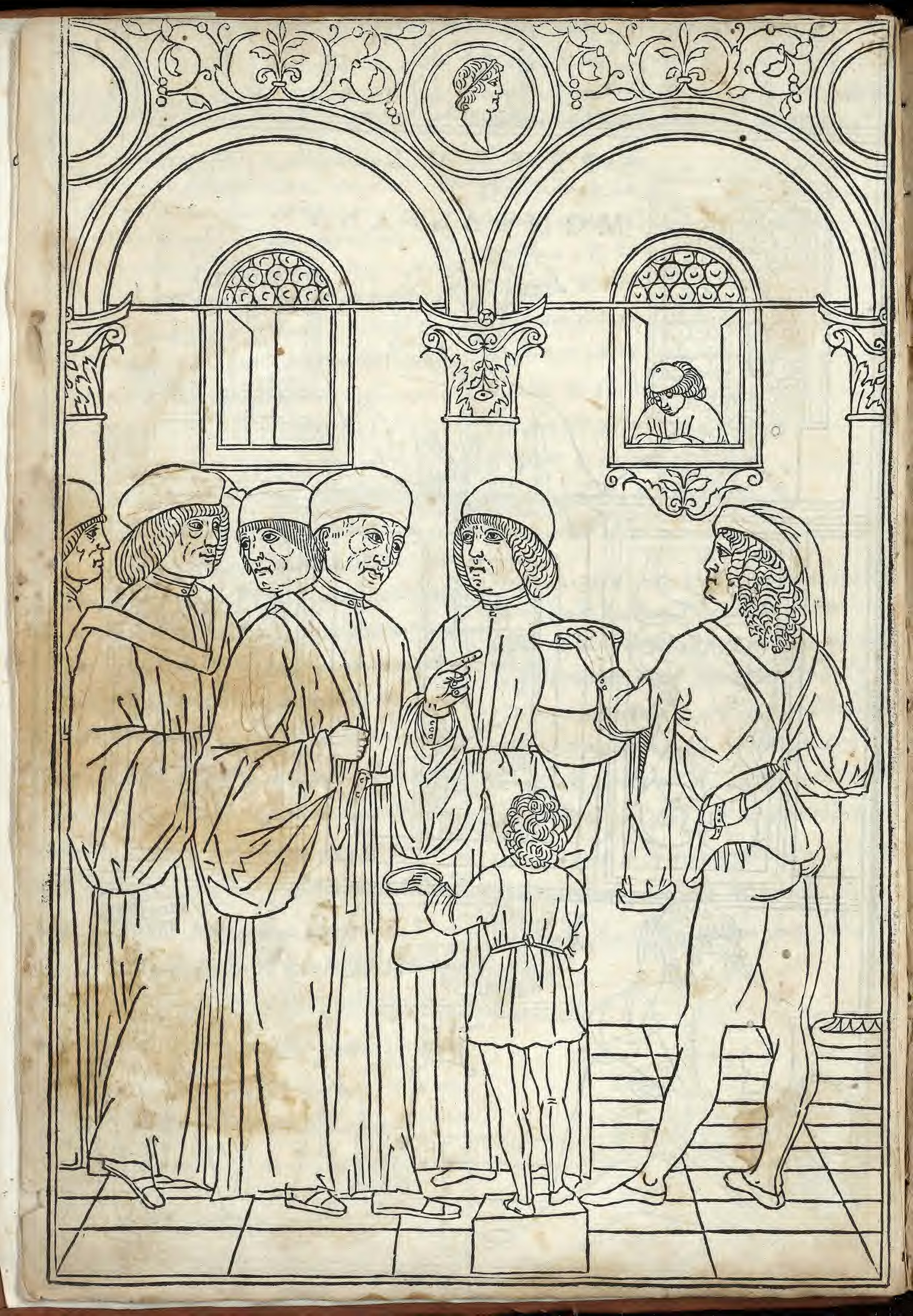
Fasciculus medicinae, 1493
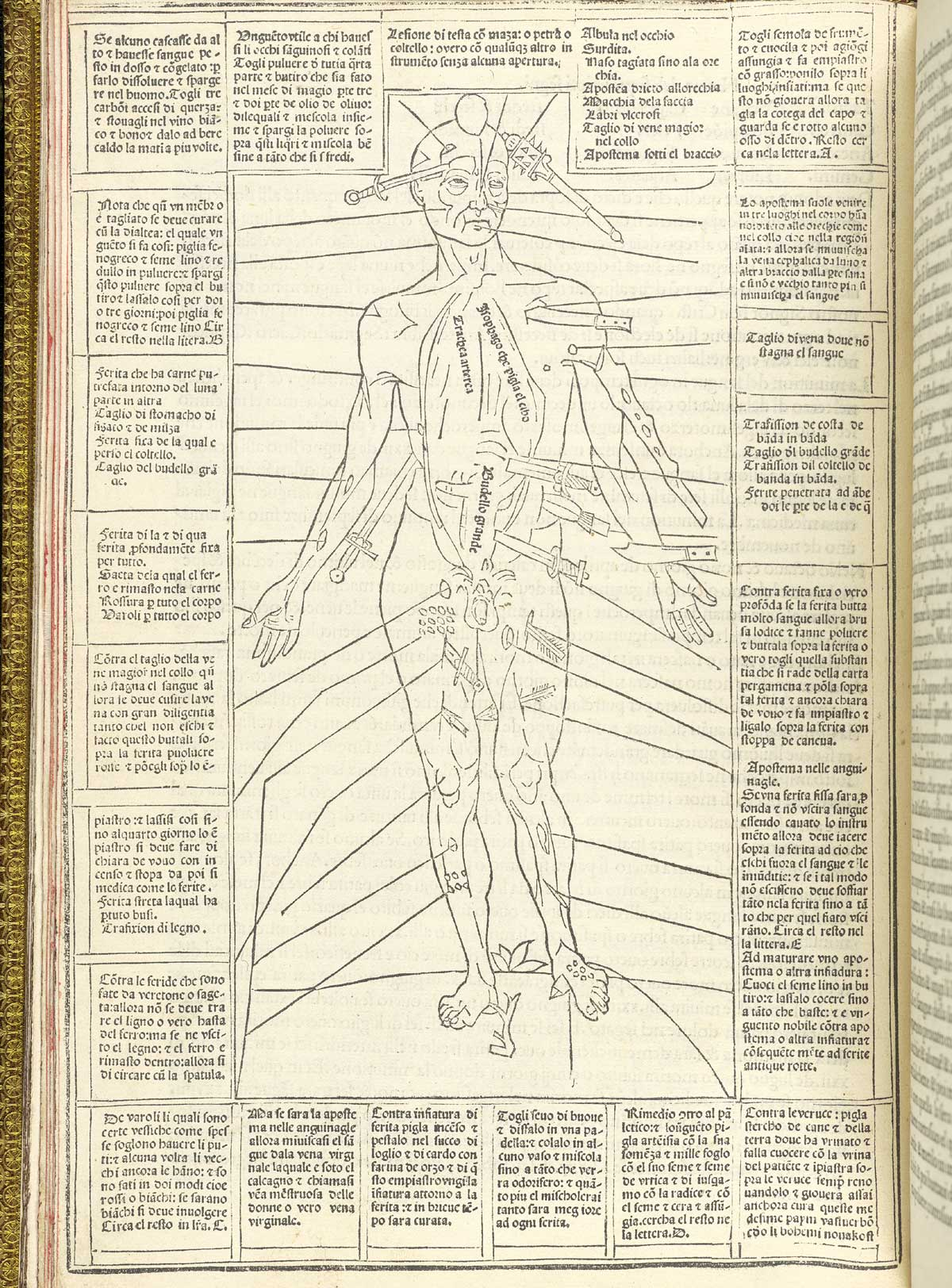
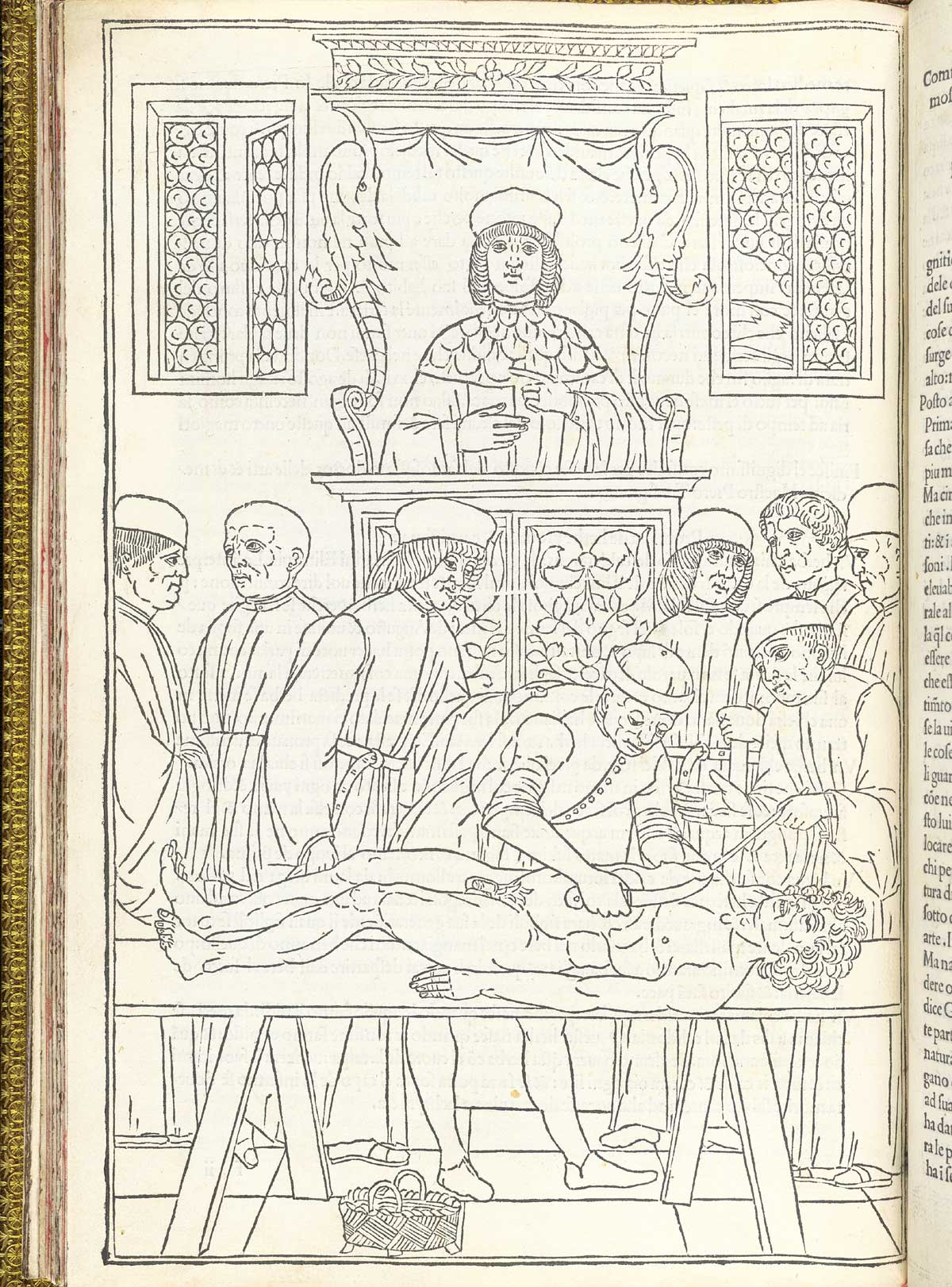

- Wikimedia Commons alberga una categoría multimedia sobre Johannes de Ketham.